# 斯坦利·霍尔

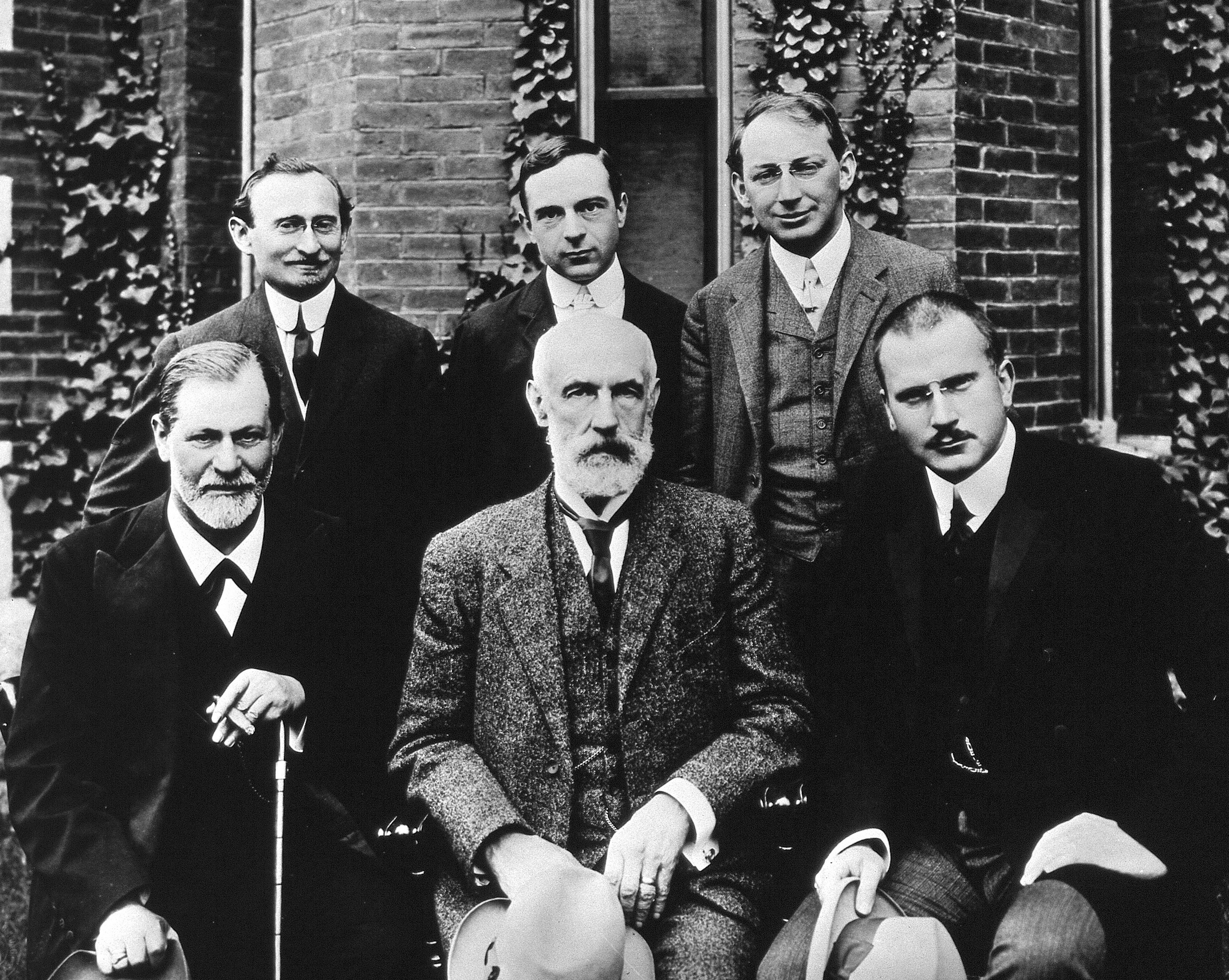
1909年在克拉克大学前的合影：前排：西格蒙德·弗洛伊德、斯坦利·霍尔、卡尔·荣格

斯坦利·霍尔（英語：Granville Stanley Hall，1844年2月1日—1924年4月24日）是美国心理学的先驱，致力于儿童发展理论。霍尔也是美国心理学会首任主席，克拉克大学首任校长。

## 生平
霍尔出生在马萨诸塞州Ashfield，1867年毕业于威廉姆斯学院，然后进入纽约协和神学院。霍尔在冯特的莱比锡大学实验室工作了一段时间，受到威廉·冯特的《生理心理学原理》的启发，霍尔在威廉·詹姆斯指导下，获得哈佛大学心理学博士学位。
他开始在俄亥俄州的Antioch College教英文和哲学。从1882年到1888年，他担任约翰霍普金斯大学的心理学和教育学教授，创办了美国第一座心理学实验室。霍尔激烈反对强调在中学教授传统学科，如拉丁文、数学、科学和历史，争辩说比起为升大学做准备，中学应该更关注青春期教育。
1887年，他创办了《美国心理学杂志》（American Journal of Psychology），1892年担任美国心理学会（American Psychological Association）第一任主席，直到去世. 1888年，他成为克拉克大学首任校长，直到1920年。在霍尔担任校长的31年间，一直进行研究活动。他致力于教育心理学的发展，并试图确定青春期对于教育的影响。1909年，他还邀请西格蒙德·弗洛伊德和卡尔·荣格来访并发表演讲。
查尔斯·达尔文的进化论和欧内斯特·海克尔（Ernst Haeckel）的复演理论对霍尔的事业影响很大。这些思想促使霍尔考察儿童发展以学习关于遗传。

## 貢獻
霍尔的主要著作有《青春期》（Adolescence，1904年）和《兒童生活及教育研究》（Aspects of Child Life and Education，1907年）。
霍尔认为：随着孩子的成长，他们经历着人种发展历史的重复。因此，小孩的精神容纳量和我们的祖先相似，并且伴随着人生长度的增长，以一个相同的方式，就像种族无限一样的变化。